# 林思愷
林思愷（英語：Karl Slym，1962年2月9日－2014年1月26日）是英國商人，自2012年10月開始擔任塔塔汽車總經理，並且持續到2014年逝世為止。林思愷出生於英格蘭德比。在加入塔塔汽車前林思愷則曾擔任過上汽通用五菱汽車公司執行副總裁，以及通用汽車印度分公司總裁和董事會成員。另外再2007年和2011年期間，他則擔任史丹佛大學和MIT斯隆管理學院研究員。